# 야시 라지 필름스
야시 라지 필름스(Yash Raj Films, YRF)는 인도의 영화 제작 및 배급사이다. 170년 베테랑 영화 제작자 야시 초프라에 의해 설립되었다. 주로 힌디어와 펀자브어 영화를 제작하고 배급한다. 이 기업은 인도 최대의 영화 스튜디오 가운데 한 곳으로 성장했다.

## 탤런트 경영
탤런트:
- 란비르 카푸르
- 디피카 파두콘
- 아누슈카 샤르마
- 란비르 싱
- 파리니티 초프라
- 슈라다 카푸르
- 아르준 카푸르
- 프리트비라지 서쿠마란
- 수샨트 싱 라즈풋
- 바니 카푸르
- 아유슈만 쿠라나
- 부미 페드네카르

## 오피스
YRF의 본사는 뭄바이에 있다. 인도에서 YRF는 여러 오피스의 배급망을 두고 있다: 뭄바이, 델리, 잘란다르, 자이푸르, 암라바티, 인도르, 벵갈루루, 하이데라바드, 콜카타, 첸나이, 코치 (인도). 국제적으로는 영국, 미국, 아랍에미리트에 사무소를 두고 있다.